# Рудчик Вікентій Матвійович

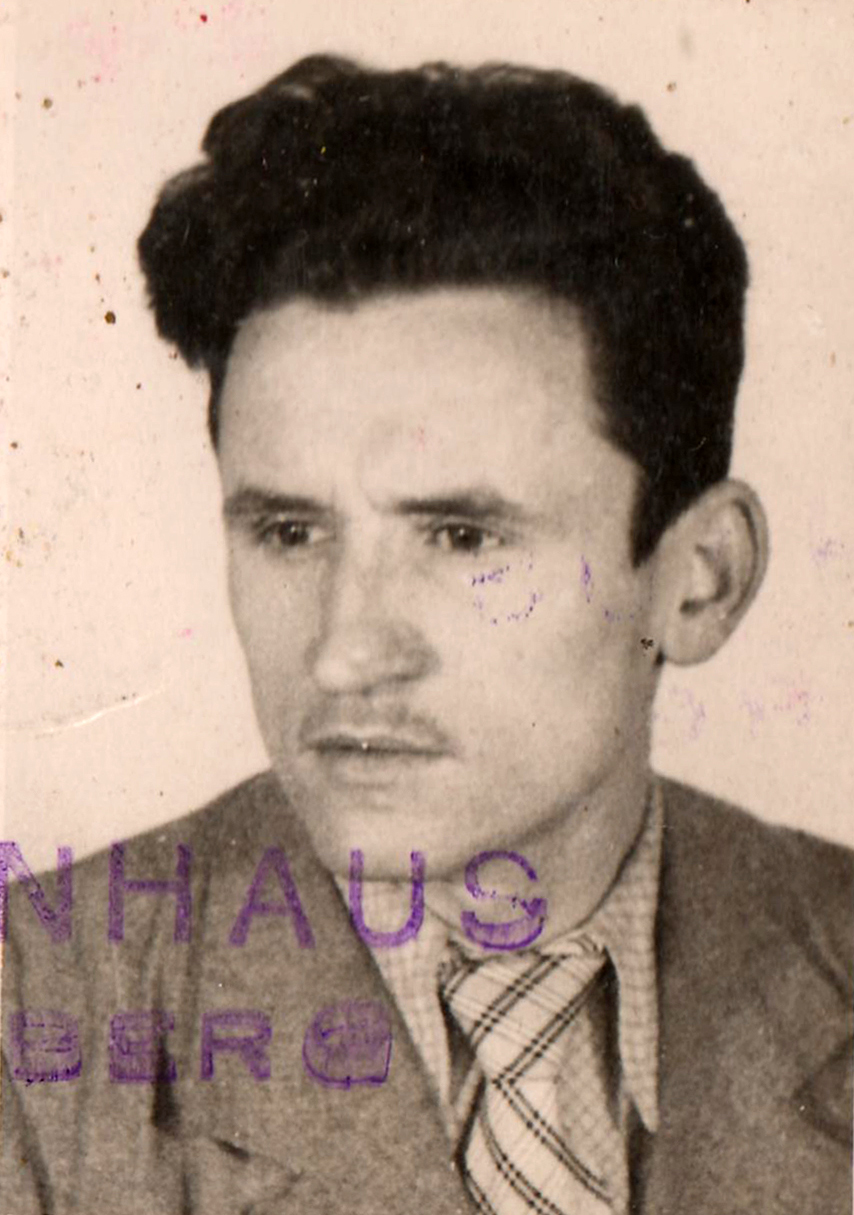
Фотографія з документів

Вікентій Матвійович Рудчик (4 лютого 1919, м. Москва, Росія - 20 січня 2017, м.Львів) — артист балету, викладач, засновник і вчитель перших танцюристів та керівників бальної та сучасної хореографії у м. Львові.

## Біографія
Вікентій Матвійович Рудчик народився 4 лютого 1919 року у Москві (Росія).
Виріс у сім'ї залізничника. Маючи п'ятнадцять років, захопився танцями. У 1934 році був зарахований на посаду артиста мімансу в театрі опери та балету у Києві. З 1935 по 1937 роки навчався в студії при Київському театрі опери та балету, яка переросла в Київське хореографічне училище Міністерства культури УРСР. Керівником курсу був Миколай Дельсон, соліст балетної трупи Київської національного театру опери та балету, балетмейстер, педагог. В училищі Вікентій Рудчик отримав кваліфікацію артиста балету (перший випуск Київського хореографічного училища).
З 1936 по 1939 роки — артист балету Київського театру опери та балету, а в 1939 році - артист балету в Державному ансамблі народного танцю УРСР. У цьому ж році був рекрутований у Робітничу селянську червону армію і служив в Ансамблі пісні і танцю збройних сил України. Продовжує артистичну діяльність під час війни.
У серпні 1944 року його зарахували на посаду провідного соліста балету у Львівський академічний театр опери та балету, де він працював до 1961 року.
У 1961 році переїхав до Росії у місто Астрахань, де працював балетмейстером в ансамблі пісні і танцю «Модяна». Але невдовзі маестро танцю повернувся в Україну та з 1963 по 1966 роки працював викладачем хореографії у Львівському культурно- освітньому технікумі. У цей же час (1963—1964) викладає на курсі, де навчались Едуард Бутинець і Олег Голдрич. У 1966-1967 роках — викладач кафедри гімнастики Львівського інституту фізичної культури. З 1967 року — керівник танцювального колективу будинку культури заводу «Львівприлад». З 1967 по 1970 роки — керівник сучасних танців у Будинку культури торгівлі. З 1970 по 1973 роки — керівник ансамблю «Ритм» Будинку культури зв'язку.
З 1973 по 1979 роки — викладач ритміки у Львівському музично-педагогічному училищі. Після виходу на пенсію з 1981 по 1991 роки продовжував працювати у Будинку культури торгівлі.

## Артист театру

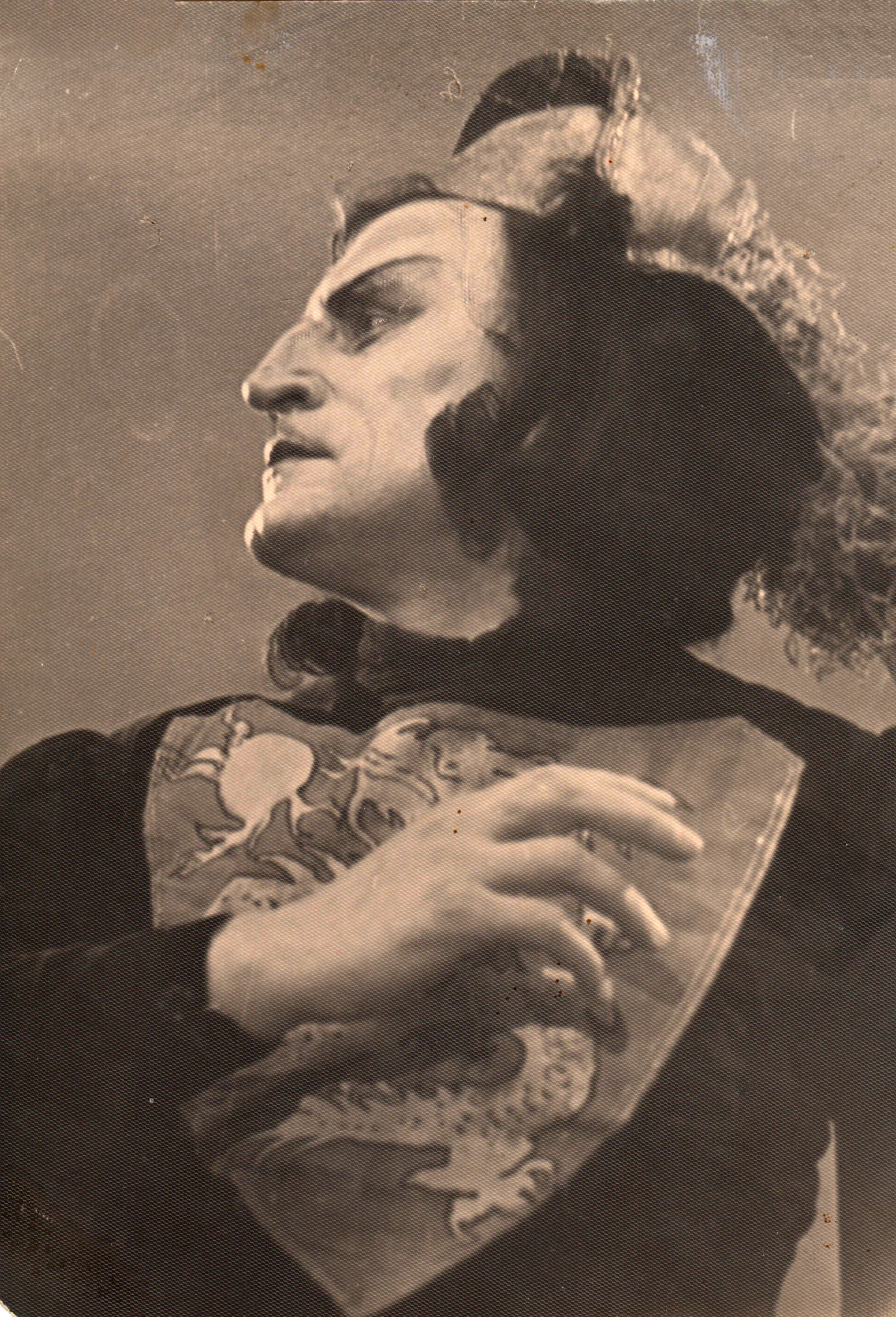
На сцені Львівського театру опери та балету

У 1934 році Вікентій Рудчик був зарахований на посаду артиста мімансу в театрі опери та балету у Києві. З 1936 по 1939 роки — артист балету Київського театру опери та балету, а в 1939 році продовжив свою мистецьку кар'єру артиста балету в Державному ансамблі народного танцю УРСР У цьому ж році був рекрутований у Робітничу селянську червону армію і служив в Ансамблі пісні і танцю збройних сил України. Продовжує артистичну діяльність під час війни.
У серпні 1944 року його зарахували на посаду провідного соліста балету у Львівський академічний театр опери та балету, де він працював до 1961 року.

## Викладач хореографії
З 1963 по 1966 роки Вікентій Рудчик працював викладачем хореографії у Львівському культурно-освітньому технікумі. У цей же час (1963—1964) викладав на курсі, де навчались Едуард Бутинець і Олег Голдрич.
З 1966 по 1967 роки — викладач кафедри гімнастики Львівського інституту фізичної культури.
З 1967 року — керівник танцювального колективу будинку культури заводу «Львівприлад».
З 1967 по 1970 роки — керівник сучасних танців у Будинку культури торгівлі.
З 1970 по 1973 роки — керівник ансамблю «Ритм» Будинку культури зв'язку.
З 1973 по 1979 роки — викладач ритміки у Львівському музично-педагогічному училищі.
Після виходу на пенсію з 1981 по 1991 роки продовжував працювати у Будинку культури торгівлі.

### Творець першого конкурсу-концерту сучасного бального танцю
Вікентій Рудчик — творець першого міжміського конкурсу-концерту сучасного бального танцю «Ритми Львова», який відбувся у 1972 році. Офіційними організаторами цього дійства виступили Залізничний райком комсомолу та Будинок культури працівників зв'язку.

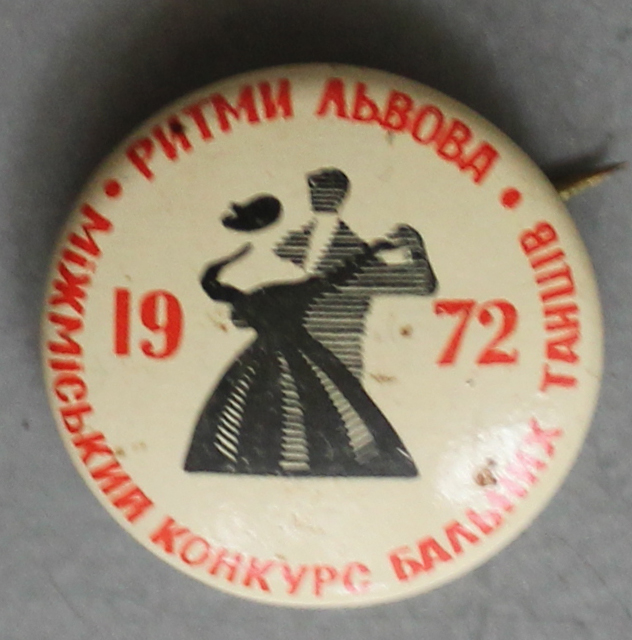
З першого міжміського конкурсу-концерту сучасного бального танцю “Ритми Львова”

Конкурс відбувався під акомпанемент живого оркестру. Розпочався він урочистим відкриттям та полонезом Михайла Огінського, який виконали танцівники-учасники зі Львова та гості з Каунаса, Євпаторії, Кривого Рогу, Одеси, Івано-Франківська, Брянська. Журі очолила народна артистка УРСР Н. В. Слободян. Змагання відбувалися в загальному контексті правил, які тоді були прийняті у світі. Під час конкурсу виконували танці міжнародної програми.
У класі «Д» учасники виконували повільний вальс, віденський вальс, танго, ча- ча-ча, квікстеп, самбу. У класі «С», який передбачає вищу майстерність виконання, більшу складність елементів, до програми входили ще кубинська румба і повільний фокстрот.
Незвичайною для Львова була арена цирку цього вечора. Протягом майже чотирьох годин глядачі не тільки спостерігали за змаганнями у майстерності, але й милувалися грацією, пластичністю, елегантністю, захоплювалися вмінням передати характер танцю, висловити його суть і показати її в рухах…. 
Конкурс- концерт завершився показовими виступами переможців. Повільний вальс виконала Львівська пара класу «Д» Наталя Колядинська та Ігор Доморадський, яка зайняла в цьому класі перше місце. За ними — їхні одноклубники Наталя Антошина і Богдан Муж. На третьому місці пара з Брянська Марина Ігнатова та Юрій Коструков. У класі « С» святкувала перемогу пара з Каунаса — студенти Каунаського політехнічного інституту Аделаїда Івашкене та Евальдас Івашка. Друге місце посіли львів'яни Наталія Замиралова та Микола Кучеров, третіми були представники Євпаторії — Олена Миронова та Євген Прудов.

 	
Львів мав свій хороший ансамбль сучасного бального танцю, але окрім непомітних реклам львів'яни про нього знали мало, хоча танцювальні пари зі Львова високо оцінювалися досвідченими спеціалістами. В. М. Рудчик, був керівником саме цього ансамблю бального танцю «Ритм» при Будинку культури працівників зв'язку. 
В. М. Рудчик: «Звичайно, господарям важко говорити про свою господу, та вже доведеться. Ми намагалися, дуже хотіли організувати наш конкурс якнайкраще. Адже він у нас був першим. Очевидно є якісь недоробки, які ліквідуємо в майбутніх конкурсах. Але всі задоволені й звідусіль чуємо слова подяки».
Вплив танцювальних діячів бального танцю з Прибалтики на Львів був значним, зокрема з Каунаса, міста, яке представляла легендарна пара СРСР Юрате і Чесловас Норвайші, що навчалися в Англії. Саме тому організатори Львівського конкурсу консультувалися у спеціалістів танцю з Каунаса. Алінаускас Вітаутас, суддя конкурсу, представник Каунаса, зазначав: «Я сам досить часто займаюся організацією таких конкурсів. Очевидно тому й помічаємо все, до найменших деталей. Загальне враження — радісне й хороше. Ми, прибалтійці, дуже раді, що з нами консультуються і охоче запрошують на такі конкурси. Із задоволенням підтримаємо це починання і допоможемо. Бачу ріст майстерності ваших пар. Перспективні пари № 9 класу „Д“ Наталія Колядинська і Ігор Доморадський, а також № 24 класу „С“ Наталія Замиралова і Микола Кучеров».
 
Олена Миронова і Євген Прудов, танцювальна пара з Євпаторії, не тільки зазначили чудову роботу оргкомітету на чолі з Вікентіем Рудчиком, але й надали конкретні методичні побажання щодо підбору музики та відповідності танцювального паркету для бального танцю.
Танцювальна пара з Каунаського політехнічного інституту Аделаїда Івашкене та Евальдас Івашка відзначили щиросердне піклування і відчували себе у Львові, як удома. 
Різні думки, різні побажання, різні враження, але з них все-таки можна зробити висновок: конкурс-концерт вдався. Це був перший хороший і дуже потрібний крок у вихованні смаків нашої молоді, у прищепленні гарного та естетичного.

## Учні
Вікентій Матвійович Рудчик виховав багатьох  учнів, серед яких видатні майстри хореографічного мистецтва народного танцю, зокрема, народний артист України Михайло Ваньовський, заслужений діяч естрадного мистецтва України Едуард Бутинець,  заслужений працівник культури України Олег Голдрич, народна артистка України Ірина Мазур та Степан Мазур, заслужений працівник культури України Богдан Муж, заслужена діячка естрадного мистецтва України, керівник легендарного балету “Акверіас” Оксана Лань, талановитий балетмейстер, заслужений артист естрадного мистецтва України Юрій Бондаренко, видатний діяч танцювального спорту України та зарубіжжя Святослав Влох, відомі діячі спортивного бального танцю: Ольга Дацко та незабутній Маріан Дацко, Володимир Козак, Микола Кучеров, Олег Левицький, чемпіонка України  серед професіоналів з латиноамериканського шоу Марічка Грегорійчук, виконавчий директор Західно-української аудиторської компанії Петро Гупало та інші.

## Нагороди
Майстер танцю, який усе своє життя присвятив мистецтву, у 1978 році був нагороджений знаком Всесоюзної центральної ради профспілок «За досягнення в самодіяльному мистецтві». За працю на ниві мистецтва і навчання молоді Вікентія Матвійовича неодноразово нагороджували подяками, почесними грамотами, багато разів відзначали занесенням на дошку пошани.